# Club des Belugas
Club des Belugas — один из ведущих музыкальных коллективов из Германии, исполняющих музыку в стиле ню-джаз, образованный в 2002 г. главными его участниками Maxim Illion и Kitty the Bill. В этом же году, был выпущен первый альбом Caviar at 3 a.m..
Уже в 2003 г., после выхода второго альбома Minority Tunes, синглы «Hip-Hip Chin-Chin» и «Gadda Rio» достигли верхушки немецких чартов. Треки Club des Belugas были лицензированы для сборников более 220 раз. Их композиции использовались в рекламных роликах компаниями Mercedes-Benz, BMW, Lexus, Ford Mondeo, Smart, Kia Motors, Campari, Martini, Strenesse, Kaufhof, Unilever, Deutsche Telekom, SK Telecom, IGEDO, Билайн и др..
На сегодняшний день группа имеет в своем активе 5 студийных альбомов и один официальный концертный (2CD).
В 2010 г. Club des Belugas выступили с концертом в Москве..
По состоянию на октябрь 2011 года в российском радиовещании по количеству ротаций лидировали такие композиции: Take Three (608 раз), Wearing Out My Shoes (497), It’s A Beautiful Day (495) — согласно ресурсу Moskva.FM.

## Стиль
Музыкальный репертуар группы вполне характерен для современной музыки в стиле Nu Jazz, свободно объединяющем в себе лучшие достижения электронных технологий и разнообразную танцевальную ритмику с традиционным джазовым перформансом. «Если бы всё это называлось Nu Fusion, возможно, что было бы точнее, но представляло бы слишком много свободы для самой музыки. А так, Nu Jazz — это музыка, которая открывает уши», — говорит джазмен Ларс Вегас.
Несмотря на это, Club des Belugas поражает своей музыкальной широтой, варьирующейся от классических ритмов bossa nova и swing до клубных electronic, lounge и электро-свинг. Однако, своей безусловной уникальностью Club des Belugas обязан в первую очередь исполнительскому составу, изменяющемуся не только на записи студийных альбомов, но и на концертах, где они звучат не менее интригующе. С изысканностью подбираемые приглашённые вокалисты — это интереснейшие европейские и американские джаз-леди, талантливо использующие в своем творчестве вокальные приемы 50-60-70-х гг., что на фоне общих тенденций клубной музыки позволяет Club des Belugas создавать работы выдающегося и исключительного качества.
Построенная на хороших экспериментальных приемах и классном исполнительском мастерстве, лишённая избыточного консерватизма и снобизма, музыка Club des Belugas — весьма современная и доступная по восприятию — ориентирована на будущее, музыкальные границы которого несомненно шире, чем у Acid Jazz и Fusion, что является ещё одним её неоспоримым достоинством.

## Дискография

### Студийные альбомы
- 2002 — Caviar at 3 a.m.
- 2003 — Minority tunes
- 2006 — Apricoo Soul
- 2008 — SWOP
- 2009 — Zoo Zizaro
- 2012 — Forward
- 2013 — Chinchin Sessions
- 2014 — Fishing for Zebras
- 2016 — Nine
- 2018 — Ragbag
- 2019 — Strange Things Beyond The Sunny Side
- 2021 — How to Avoid Difficult Situations

## Состав

### Студийный состав
- Maxim Illion — клавишные, бас и перкуссия
- Kitty the Bill — клавишные
- Brenda Boykin — вокал
- Anne Schnell — вокал
- Iain Mackenzie — вокал
- anna.luca — вокал
- Ferank manseed — вокал
- Dean Bowman — вокал
- Roman Babik — фортепиано
- Detlef Holler — гитара
- Reiner Winterschladen — труба
- Lars Kuklinski — труба
- Karlos Boes — саксофоны

### Концертный состав
- Maxim Illion — клавишные
- Brenda Boykin — вокал
- anna.luca — вокал
- Roman Babic — клавишные
- Mathias Hoederath — клавишные
- Christian Mohrhenn — ударные
- Mickey Neher — ударные
- Matze Bangert — бас
- Jonas Bareiter — бас
- Detlef Holler — гитара
- Philip Schug — тромбон
- Lars Kuklinski — труба
- Karlos Boes — саксофоны
- Kay Vester — перкуссия